# 大漢橋 (桃園)
大漢橋原名大曼橋，為臺灣一座跨越塔曼溪的公路橋梁，位於桃園市復興區羅浮里，台7線，興建目的是為了連結北部橫貫公路。

## 沿革
大漢橋於1964年（民國53年）6月動工興建，名稱為「大曼橋」，於1965年（民國54年）7月完工，橋體竣工並通車，更名為「大漢橋」。

## 設計
大漢橋，全長72公尺，最大淨寬5.7公尺，最大跨距72公尺，橋之兩端連接道路工程，跨越塔曼溪。

## 附近設施
- 巴陵橋
- 巴陵大橋
- 爺亨溫泉
- 上巴陵馬崙砲台觀景平台